# ガス・ウィキ
ガス・ウィキ（Gus Wickie, 本名: August Wickie, 1885年5月7日 - 1947年1月3日）はアメリカ合衆国の男性声優、俳優。

## 出演作品

### テレビアニメ
- ポパイ (ブルート)